# Grumman F8F Bearcat
O Grumman F8F Bearcat foi um caça embarcado monomotor à pistão, desenvolvido e fabricado pela Grumman Aircraft Engineering Corporation durante a Segunda Guerra Mundial, mas não sendo utilizado em combate durante essa guerra.

## Desenvolvimento

### Conceito
O conceito Bearcat começou durante um encontro após a Batalha de Midway, no qual pilotos experientes do F4F Wildcat se reuniram com o vice-presidente da Grumman, Jake Swirbul, em Pearl Harbor, em 23 de Junho de 1942. Na reunião, o tenente-comandante Jimmie Thach enfatizou um dos requisitos mais importantes para um bom avião de combate, a taxa de subida.
O desempenho da taxa de subida está fortemente relacionada com a relação peso-potência, e é maximizada envolvendo a menor e mais leve fuselagem possível em torno do motor mais potente disponível. Outro objetivo era que o G-58 (designação da Grumman para a aeronave) deveria ser capaz de operar a partir de porta-aviões de escolta, já que o F4F Wildcat era obsoleto e o Grumman F6F Hellcat era muito grande e pesado. Uma aeronave pequena e leve tornaria isso possível. Depois de analisar intensivamente porta-aviões no teatro de operações do Pacífico por um ano e meio, a Grumman iniciou o desenvolvimento do G-58 Bearcat no final de 1943.
Há um debate considerável entre as fontes quanto à possibilidade ou não do caça alemão Focke-Wulf Fw 190 ter influenciado o design do G-58. Sabe-se que os pilotos de teste de Grumman examinaram e voaram um Fw 190 capturado na Inglaterra no início de 1943, e o G-58 tem um número de notas de design em comum com o Fw 190 que o Hellcat não possuía, especialmente na fuselagem do motor e arranjos de engrenagem do trem de pouso. No entanto, nenhuma evidência definitiva foi apresentada de que esses testes tiveram uma entrada direta para o projeto do G-58.

### Projeto
Em 1943, a Grumman estava no processo de introdução do F6F Hellcat, que era equipado com o motor Pratt & Whitney R-2800, fornecendo 2.000 cavalos de potência (1.500 kW). O R-2800 era o motor mais potente disponível naquele momento, e por isso seria também selecionado para o G-58. Isso significava que o desempenho melhorado teria que vir de uma fuselagem mais leve.
Para atingir este objetivo, a fuselagem do Bearcat era cerca de 1,5 metros mais curta do que o Hellcat e foi cortada verticalmente atrás da área do cockpit. Isto permitiu o uso de um vidro traseiro em forma de bolha dorsal, a primeira aeronave a apresentar essa característica na Marinha dos EUA. O estabilizador vertical era da mesma altura que o Hellcat, mas foi aumentado em relação de aspecto, dando-lhe um olhar mais fino. Da mesma forma, a asa principal tinha o mesmo vão, mas com menor espessura, especialmente na base. Estruturalmente a fuselagem era fabricada utilizando a rebitagem nivelada, bem como a soldagem por pontos e uma liga de alumínio adequada para operações em porta-aviões. Uma blindagem foi fornecida para a cabine do piloto, para o motor e para o radiador de óleo. Uma ligeira redução no tamanho das hélices foi feita em relação as hélices do Hellcat.
A equipe de projeto tinha estabelecido o objetivo de que o G-58 deveria pesar 3.969 kg totalmente carregado. À medida que o desenvolvimento continuava, tornou-se claro que isso seria impossível de se conseguir, uma vez que a estrutura do novo caça tinha que ser feita forte o suficiente para aterrissagens em porta-aviões. Em última análise, a maior parte das medidas peso-econômicas incluídas foram restringir a capacidade interna de combustível a 160 gal (606 litros) (sendo mais tarde a 183), e limitando o armamento fixo a quatro metralhadoras Browning M2 de 12,7 mm, sendo duas em cada asa. O alcance operacional foi limitado devido à carga de combustível reduzida, oque significaria que o caça seria útil no papel de intercepção, mas significava que o Hellcat ainda seria necessário para patrulhas de longo alcance. Uma função planejada para mais tarde seria defender a frota naval contra ataques kamikazes. Em comparação com o Hellcat, o Bearcat era 20% mais leve, tinha uma taxa de subida 30% melhor, além de ser 80 km/h mais rápido. Outro conceito de economia de peso que os designers criaram foi as pontas das asas dobráveis, reduzindo o espaço ocupado no armazenamento dos porta-aviões.

## Protótipos
O projeto da aeronave foi concluída em novembro de 1943 e uma ordem para dois protótipos foi realizada em 27 de novembro de 1943 sob a designação BuAir XF8F-1. O primeiro protótipo voou em 21 de agosto de 1944, apenas nove meses após o início do esforço de projeto. O teste de voo inicial demonstrou uma taxa de subida de 1.500 metros (4.800 pés) por minuto e uma velocidade máxima de 682 km/h. Em comparação com o Vought F4U Corsair, o Bearcat foi marginalmente mais lento, porém era mais manobrável e subia mais rapidamente.
Os testes demonstraram uma série de problemas, notadamente uma falta de estabilidade horizontal, um sistema de compensação insuficiente, trem de pouso que só poderia ser estendido em velocidades baixas, um indicador de velocidade não confiável e um cockpit apertado. Os pilotos também solicitaram a instalação de seis canhões. O problema de estabilidade foi solucionado no segundo protótipo, adicionando um filete triangular à frente do estabilizador vertical. As armas extras não puderam ser incorporadas devido a considerações de peso e equilíbrio.

### Produção
A Marinha colocou um contrato de produção para 2.023 aeronaves com base no segundo protótipo em 6 de outubro de 1944. Em 05 de fevereiro de 1945 atribuíram outro contrato para 1.876 aeronaves ligeiramente modificadas pela General Motors, dada a designação F3M-1. Estes diferiram principalmente em ter o motor R-2800-34W e um pequeno aumento na capacidade de combustível.
As entregas da Grumman começaram em 21 de maio de 1945. O fim da guerra levou a ordem de produção da Grumman reduzida a 770 unidades, e o contrato da General Motors sendo cancelado completamente. Um pedido adicional foi colocado para substituir 126 unidades do F8F-1B equipados com metralhadoras M2 de 12,7 mm para o canhão de 20 mm, sendo esse uma versão norte-americana do amplamente utilizado Hispano-Suiza HS.404. Quinze destes foram mais tarde modificados como caças F8F-1N com um radar APS-19.
Uma produção não modificada do F8F-1 estabeleceu um recorde de tempo para subida em 1946, após subir para 3.048 metros em 94 segundos. O Bearcat manteve esse recorde por 10 anos até que ele foi quebrado por um caça a jato (que ainda não conseguia igualar a curta distância de decolagem do Bearcat).
Em 1948 a Grumman introduziu uma série de melhorias para produzir o F8F-2. Entre as mudanças foram um projeto de fuselagem de motor modificada, aleta vertical mais alto e o motor R-2800-30W um pouco mais potente, produzindo 2.240 cavalos de potência (1.670 kW). Um total de 293 unidades do F8F-2 foram produzidas, juntamente com 12 unidades do F8F-2N (versão de caça noturno ) e 60 unidades do F8F-2P (versão de reconhecimento).
A produção terminou em 1949. Os últimos Bearcats foram retirados de serviço em 1952.

## Histórico operacional
A Segunda Guerra Mundial já tinha terminado quando o F8F começou a ser introduzido. No pós-guerra, o F8F tornou-se um importante caça da Marinha dos EUA, equipando 24 esquadrões de caça e um número menor no corpo de fuzileiros navais. Muitas vezes é mencionado como um dos caças de motor a pistão de melhor manuseio já construídos, seu desempenho foi suficiente para superar muitos caças a jato da primeira geração. Sua capacidade para acrobacias é ilustrada por sua seleção como a segunda aeronave de demonstração de elite dos Blue Angels, em 1946, substituindo o Grumman F6F Hellcat. Os Blue Angels voaram no Bearcat até que a equipe foi temporariamente dissolvida em 1950 durante a Guerra da Coreia e pressionada em serviço de combate operacional. O Grumman F9F Panther e McDonnell F2H Banshee substituíram em grande parte o Bearcat por desempenho e outras vantagens de caças a jato sobre caças a pistão.

### Primeiro combate
O primeiro combate do F8F Bearcat foi durante a Primeira Guerra da Indochina (1946-1954), quando cerca de 200 Bearcats foram entregues às forças francesas em 1951. Quando a guerra terminou, em 1954, 28 Bearcats sobreviventes foram fornecidos ao Vietnã do Sul e entrou serviço em 1956. A Força Aérea Sul-Vietnamita aposentou seus F8Fs restantes em 1963, substituindo-os pelo Douglas AD Skyraider e pelo North American T-28 Trojan. F8Fs também foram fornecidos para a Tailândia durante o mesmo período de tempo.

## Variantes
- XF8F-1
- F8F-1 Bearcat
- F8F-1B Bearcat
- F8F-1C Bearcat
- F8F-1D
- F8F-1 (D) B Bearcat
- F8F-1E Bearcat
- XF8F-1N
- F8F-1N Bearcat
- F8F-1P Bearcat
- F3M-1 Bearcat
- F4W-1 Bearcat
- XF8F-2
- F8F-2 Bearcat
- F8F-2D
- F8F-2N Bearcat
- F8F-2P Bearcat
- G-58A/B

## Operadores
França
- Força Aérea Francesa

 Tailândia
- Força Aérea Real Tailandesa

 Vietnã do Sul
- Força Aérea Sul-Vietnamita

 Estados Unidos
- Marinha dos Estados Unidos
- Corpo de Fuzileiros Navais dos Estados Unidos

## Especificações (F8F-1)
Dados de Jane's Fighting Aircraft of World War II.
Características gerais:
- Tripulação: 1 piloto
- Comprimento: 8,61 m
- Envergadura: 10,92 m
- Altura: 4,21 m
- Área da asa: 22,67 m²
- Peso vazio: 3.207 kg
- Peso carregado: 4.354 kg
- Máx. peso de decolagem : 5,873 kg
- Motorização: 1 × Pratt & Whitney R-2800 -34W "Double Wasp", motor radial, de 2.300 cv (1.715 kW)

Atuação:
- Velocidade máxima: 678 km/h
- Alcance operacional: 1,778 km
- Teto de serviço: 11.796 m
- Taxa de subida: 23,2 m/s
- Carga alar: 192,1 kg/m²
- Força/massa: 360 W/kg

Armamento:
- Metralhadoras/canhões: 4 × metralhadoras Browning M2 de 12,7 mm (F8F-1 e F8F-1N); 4 × canhões Hispano-Suiza HS.404 de 20 milímetros (F8F-1B)
- Foguetes/mísseis: 4 × foguetes não-guiados de 127 mm
- Bombas: 1.000 lb (454 kg) de bombas

### F8F-2
Características gerais:
- Comprimento: 8,61 m
- Envergadura: 10,92 m
- Altura: 4,21 m
- Peso vazio: 3.207 kg
- Peso carregado: 4.627 kg
- Máx. peso de decolagem: 6.105 kg
- Motorização: 1 × Pratt & Whitney R-2800-30W, motor radial, de 2.250 cv (1.678 kW)

Atuação:
- Velocidade máxima: 730 km/h
- Alcance operacional: 1,778 km
- Teto de serviço: 12.436 m
- Taxa de subida: 23,2 m/s
- Força/massa: 360 W/kg

Armamento
- Metralhadoras/canhões: 4 × canhões Hispano-Suiza HS.404 de 20 milímetros
- Foguetes/mísseis: 4 × foguetes não-guiados de 127 mm
- Bombas: 1.000 lb (454 kg) de bombas

### Desenvolvimento semelhante
- Grumman F6F Hellcat

### Aeronaves de função, configuração, e era comparáveis
- Focke-Wulf Ta 152
- Hawker Sea Fury
- Supermarine Seafang
- Mitsubishi A7M
- Nakajima Ki-84
- Vought F4U Corsair